# Youngiomyces carolinensis
Youngiomyces carolinensis är en svampart som beskrevs av Y.J. Yao 1995. Youngiomyces carolinensis ingår i släktet Youngiomyces och familjen Endogonaceae.   Inga underarter finns listade i Catalogue of Life.